# Nothomiza pulchra
Nothomiza pulchra är en fjärilsart som beskrevs av Butler 1880. Nothomiza pulchra ingår i släktet Nothomiza och familjen mätare. Inga underarter finns listade i Catalogue of Life.